# Herb gminy Kamieniec
Herb gminy Kamieniec – jeden z symboli gminy Kamieniec, autorstwa Pawła Stróżyka, ustanowiony 17 czerwca 2009.

## Wygląd i symbolika
Herb przedstawia na tarczy w polu czerwonym cztery krzyże kościelne srebrne w układzie 1:2:1 nad dwiema wstęgami srebrnymi.
Krzyże symbolizują cztery parafie powstałe w średniowieczu i działające do dziś na terenie gminy: parafia pw. św. Wawrzyńca w Kamieńcu, parafia pw. św. Katarzyny i Niepokalanego Serca Najświętszej Maryi Panny w Łękach Wielkich, parafia pw. św. Michała Archanioła w Parzęczewie i parafia pw. św. Andrzeja Apostoła w Konojadzie. Wstęgi srebrne symbolizują rzeki: Obrę i Mogilnicę.